# 中河伸俊
中河 伸俊（なかがわ のぶとし、1951年3月2日 - ）は、日本の社会学者、音楽研究家、関西大学名誉教授。

## 来歴
東京生まれ。1974年同志社大学文学部社会学科卒、1983年京都大学大学院文学研究科満期退学、富山大学教養部講師、1985年助教授、1993年人文学部助教授、1995年教授。その後、大阪府立大学人間社会学部教授を経て、関西大学総合情報学部教授。2003年、「社会問題の構築主義的探求 理論と応用」で京都大学から博士（文学）の学位を授与される。

## 著書
- 『社会問題の社会学 構築主義アプローチの新展開』世界思想社 1999

### 共編著
- 『子どもというレトリック 無垢の誘惑』永井良和共編著 青弓社 1993
- 『構築主義の社会学 論争と議論のエスノグラフィー』平英美共編 世界思想社 2000
- 『社会構築主義のスペクトラム パースペクティブの現在と可能性』北澤毅・土井隆義共編 ナカニシヤ出版 2001
- 『モータウン永遠の100曲』岩間慎一・高橋芳朗・平野孝則共著 出田圭監修 ブルース・インターアクションズ 2010 P-vine books 〈百曲探訪〉シリーズ
- 『方法としての構築主義』赤川学共編 勁草書房 2013

### 翻訳
- ロナルド・J.トロイヤー,ジェラルド・E.マークル『タバコの社会学 紫煙をめぐる攻防戦』鮎川潤共訳 世界思想社 1992
- アンソニー・ヘイルバット『ゴスペル・サウンド』三木草子・山田裕康共訳 ブルース・インターアクションズ 1993
- J.F.グブリアム,J.A.ホルスタイン『家族とは何か その言説と現実』湯川純幸・鮎川潤共訳 新曜社 1997
- レスリー・マーゴリン『ソーシャルワークの社会的構築 優しさの名のもとに』上野加代子・足立佳美共訳 明石書店 明石ライブラリー 2003
- アーヴィング・ゴフマン『日常生活における自己呈示』小島奈名子共訳 ちくま学芸文庫 2023

## 参考
- [ISBN 978-4-326-60256-8]
- 『現代日本人名録』2002年